# Catherine Debrunner
Catherine Debrunner (Mettendorf, 11 aprile 1995) è un'atleta paralimpica svizzera appartenente alla categoria T53 e specializzata nella velocità e nel mezzofondo.

## Biografia
Nata con un tumore al coccige, che la portò alla paraplegia, iniziò a praticare la corsa in carrozzina nel 2003.
Nel 2013 partecipò ai campionati mondiali paralimpici di Lione, dove si classificò quinta nei 100, 200 e 400 metri piani T53 e ottava negli 800 metri piani T53. Ai mondiali paralimlici di Doha 2015 fu quarta nei 100 metri piani T53 e nei 1500 metri piani T54, quinta negli 800 metri piani T53, nona nei 5000 metri piani T54 e conquistò la medaglia d'argento nei 200 metri piani T53.
Nel 2016 prese parte ai Giochi paralimpici di Rio de Janeiro, classificandosi settima nei 400 metri piani T53, mentre ai mondiali paralimpici di Dubai 2019 fu medaglia d'oro nei 400 metri piani T53 e medaglia d'argento negli 800 metri piani T53, fermandosi al quinto posto nei 1500 metri piani T54.
Nel 2021 partecipò ai campionati europei paralimpici di Bydgoszcz, dove conquistò la medaglia di bronzo nei 1500 metri piani T54 e tre medaglie d'oro nei 100, 400 e 800 metri piani T53 (in queste tre specialità fece anche registrare il record dei campionati). Lo stesso anno prese parte ai Giochi paralimpici di Tokyo, portando a casa la medaglia d'oro nei 400 metri piani T53 e quella di bronzo negli 800 metri piani T53, oltre al sesto posto nei 100 metri piani T53. Tre anni dopo, alle Paralimpiadi di Parigi, vince la medaglia d'oro nei 400, negli 800, nei 1500, nei 5000 metri e nella maratona T54 (siglando, nei primi quattro casi, il nuovo record paralimpico sulla distanza) e l'argento nei 100 metri T54.

## Palmarès
| Anno | Manifestazione       | Sede           | Evento           | Risultato | Prestazione | Note                  |
| ---- | -------------------- | -------------- | ---------------- | --------- | ----------- | --------------------- |
| 2013 | Mondiali paralimpici | Lione          | 100 m piani T53  | 5ª        | 18"62       |                       |
| 2013 | Mondiali paralimpici | Lione          | 200 m piani T53  | 5ª        | 32"33       |                       |
| 2013 | Mondiali paralimpici | Lione          | 400 m piani T53  | 5ª        | 58"35       |                       |
| 2013 | Mondiali paralimpici | Lione          | 800 m piani T53  | 8ª        | 1'56"44     |                       |
| 2015 | Mondiali paralimpici | Doha           | 100 m piani T53  | 4ª        | 17"65       |                       |
| 2015 | Mondiali paralimpici | Doha           | 200 m piani T53  | Argento   | 30"64       |                       |
| 2015 | Mondiali paralimpici | Doha           | 800 m piani T53  | 5ª        | 1'54"29     |                       |
| 2015 | Mondiali paralimpici | Doha           | 1500 m piani T54 | 4ª        | 3'42"44     |                       |
| 2015 | Mondiali paralimpici | Doha           | 5000 m piani T54 | 9ª        | 12'17"22    |                       |
| 2016 | Giochi paralimpici   | Rio de Janeiro | 400 m piani T53  | 7ª        | 58"29       |                       |
| 2016 | Giochi paralimpici   | Rio de Janeiro | 800 m piani T53  | Batteria  | 1'55"04     |                       |
| 2016 | Giochi paralimpici   | Rio de Janeiro | 1500 m piani T54 | Batteria  | 3'32"71     |                       |
| 2019 | Mondiali paralimpici | Dubai          | 400 m piani T53  | Oro       | 56"74       |                       |
| 2019 | Mondiali paralimpici | Dubai          | 800 m piani T53  | Argento   | 1'53"19     |                       |
| 2019 | Mondiali paralimpici | Dubai          | 1500 m piani T54 | 5ª        | 3'35"85     |                       |
| 2021 | Europei paralimpici  | Bydgoszcz      | 100 m piani T53  | Oro       | 17"26       | Record dei campionati |
| 2021 | Europei paralimpici  | Bydgoszcz      | 400 m piani T53  | Oro       | 55"71       | Record dei campionati |
| 2021 | Europei paralimpici  | Bydgoszcz      | 800 m piani T53  | Oro       | 1'56"14     | Record dei campionati |
| 2021 | Europei paralimpici  | Bydgoszcz      | 1500 m piani T54 | Bronzo    | 3'39"08     |                       |
| 2021 | Giochi paralimpici   | Tokyo          | 100 m piani T53  | 6ª        | 17"18       |                       |
| 2021 | Giochi paralimpici   | Tokyo          | 400 m piani T53  | Oro       | 56"18       |                       |
| 2021 | Giochi paralimpici   | Tokyo          | 800 m piani T53  | Bronzo    | 1'47"90     |                       |
| 2023 | Mondiali paralimpici | Parigi         | 100 m piani T53  | Argento   | 16"06       |                       |
| 2023 | Mondiali paralimpici | Parigi         | 400 m piani T53  | Oro       | 50"16       | Record dei campionati |
| 2023 | Mondiali paralimpici | Parigi         | 800 m piani T53  | Oro       | 1'38"89     | Record dei campionati |
| 2023 | Mondiali paralimpici | Parigi         | 1500 m piani T54 | Oro       | 3'22"02     | Record dei campionati |
| 2023 | Mondiali paralimpici | Parigi         | 5000 m piani T54 | Oro       | 11'07"22    | Record dei campionati |
| 2024 | Giochi paralimpici   | Parigi         | 100 m piani T54  | Argento   | 15"77       |                       |
| 2024 | Giochi paralimpici   | Parigi         | 400 m piani T54  | Oro       | 51"60       | Record paralimpico    |
| 2024 | Giochi paralimpici   | Parigi         | 800 m piani T54  | Oro       | 1'41"04     | Record paralimpico    |
| 2024 | Giochi paralimpici   | Parigi         | 1500 m piani T54 | Oro       | 3'13"10     | Record paralimpico    |
| 2024 | Giochi paralimpici   | Parigi         | 5000 m piani T54 | Oro       | 10'43"62    | Record paralimpico    |
| 2024 | Giochi paralimpici   | Parigi         | Maratona T54     | Oro       | 1h41'50"    |                       |